# Banaba (eiland)
Banaba, ook Fosfaateiland of Ocean Island, is een opgeheven atol van 6 km² met 335 inwoners dat behoort tot de eilandnatie Kiribati, in Oceanië; het is uiterst westelijk gelegen van de eilandengroepen die Kiribati uitmaken. Het eiland is de meest naaste buur van de kleine eilandrepubliek Nauru die ten westen van Banaba ligt.
Op Banaba wordt het Kiribatisch dialect Banabaans gesproken, maar doordat vele inwoners naar het Fijische Rabi werden gedeporteerd door het Engelse mijnbouwbedrijf wordt hetzelfde dialect ook daar gesproken (3000 van de 5300 Kiribatischtaligen in Fiji spreken Banabaans). Het lokale bestuur van Banaba is in handen van de Rabi Council of Leaders and Elders, gevestigd op Rabi.
Fosfaatwinning vernielde tussen 1900 en 1979 een groot deel van het eiland.